# Hyporhagus malkini
Hyporhagus malkini es una especie de coleóptero de la familia Monommatidae.

## Distribución geográfica
Habita en Arizona (Estados Unidos).